# Oswald Fuchs (Politiker)

Oswald Fuchs

Oswald Fuchs (* 27. Februar 1892 in Friedrichstal, Kreis Gummersbach; † 7. April 1975 in Reichshof-Schalenbach) war ein deutscher Politiker (NSDAP).

## Leben und Wirken
Nach dem Besuch der Volksschule arbeitete Fuchs als Bauarbeiter (Pflastermeister).
Von 1914 bis 1918 nahm Fuchs am Ersten Weltkrieg teil, in dem er mit den Infanterie-Regimentern 65, 161 und 69 an der West- und Ostfront kämpfte. Im Krieg wurde er mit dem Eisernen Kreuz beider Klassen und dem Verwundetenabzeichen ausgezeichnet wurde.
Im August 1918 geriet Fuchs in französische Kriegsgefangenschaft, in der bis zum Februar 1920 verblieb. Nach seiner Rückkehr aus dem Krieg lebte er in Schalenbach. 1933 lebte er als Pflastermeister in Düsseldorf.
Zum 1. Oktober 1928 trat Fuchs der NSDAP bei (Mitgliedsnummer 100.362) und schloss sich auch der SA an. Am 1. April 1929 wurde er zum SA-Sturmführer und am 1. April 1930 zum SA-Standartenführer ernannt. Von 1933 bis 1934 war Fuchs vorübergehend mit der Führung der SA-Brigade 75 in Düsseldorf und der Brigade 74 in Wesel beauftragt.
Bei der Reichstagswahl vom November 1933 wurde Fuchs als Abgeordneter für den Wahlkreis 22 (Düsseldorf-West) in den – zu dieser Zeit zu einer reinen Repräsentations- und Akklamationskörperschaft herabgesunkenen – Reichstag gewählt. Er gehörte dem Reichstag anschließend knapp viereinhalb Jahre bis zum April 1938 an, wobei sein Mandat bei der Wahl des Jahres 1936 bestätigt, als er für den Wahlkreis 20 (Köln-Aachen) gewählt wurde. Bei der Wahl des Jahres 1938 erhielt er kein Mandat mehr.
1942 wurde Fuchs wegen übler Nachrede zu sechs Monaten Gefängnis verurteilt und aus SA und NSDAP ausgeschlossen.
Nach dem Zweiten Weltkrieg stellte er einen Antrag auf Lastenausgleich für nach Kriegsende in der Gemeinde Biala Podlaska enteigneten Besitz, der von den Lastenausgleichsbehörden negativ bescheiden wurde.